# Ruine Jagdburg
Die Ruine Jagdburg, auch Turm zum Stocken oder Friedberg genannt, ist die Ruine einer Höhenburg aus dem 12. Jahrhundert auf ovalem Geländebuckel nördlich über Niederstocken im Ortsteil Höfen der Gemeinde Stocken-Höfen im Kanton Bern. Von der Anlage sind heute nur noch Teile der Vorburg und mehrere Stockwerke eines Rechteckturms erhalten.

## Geschichte
Die Jagdburg war ein ritterliches Lehen der Herzöge von Österreich an Heinrich von Wädenswil, Propst des Stiftes Amsoldingen, urkundlich vor 1309. Die Burg stand auf dem Herrschaftsgebiet des Chorherrenstiftes Amsoldingen, welches die heutigen Dörfer Amsoldingen, Höfen, Ober- und Niederstocken beinhaltete. Vor 1331 beklagten die Amsoldinger Chorherren, dass auf der Burg Gericht gesprochen wurde, obwohl das Gericht Amsoldingen zuständig wäre. Wohl ohne Erfolg, Heinrichs Sohn Berthold konnte sich das Stockental mit Grundherrschaft und Gericht als Herrschaft Stocken sichern. Heinrich hatte 1273 seine drei Söhne, die er mit der Leibeigenen Lütgard von Uebeschi gezeugt hatte, für frei erklärt und für seinen Sohn Berthold wohl die kleine Burg und Herrschaft geschaffen.
Im Jahr 1363 wurde die Burg erneut erwähnt. Bertholds Sohn Heinrich erhielt das Lehen über die Burg und wahrscheinlich auch die Herrschaft Stocken. Die Herrschaft überlebte auch die Auflösung des Stiftes in den Jahren 1484/85 und blieb bis 1492 im Besitz der Familie, die sich fortan von Amsoldingen nannte. Im Jahr 1492 wurde die Herrschaft Stocken samt Burg an den Thuner Stadtschreiber Hans Duby verkauft.
Dies nutzte die Herrschaft der Stadt Bern als Landesherr, löste die Herrschaft auf und teilte sie dem Gericht Amsoldingen zu.
Das Lehen über die Burg und über das reduzierte Umland blieb weiterhin bestehen und gelangte 1554 an Jakob von Wattenwyl. Ab 1642 wurde die Burg aufgeben und verfiel danach. Die weitere Geschichte ist nicht aufgearbeitet bzw. bekannt. Heute ist die Burgruine Teil der Schlossbesitzung Amsoldingen, die aus den Klostergebäuden des Stiftes erwachsen ist.

## Beschreibung
Die Reste der Höhenburg bestehen aus einem rechteckigen Wohnturm mit weiteren Mauerresten, dendrologisch auf 1285 bis 1293 datiert. Untersuchungen von 2010/2011 ergaben, dass der Wohnturm in einem Zug erbaut wurde. Aus den Resten kann nur geschlossen werden, dass neben dem Erdgeschoss zwei bis drei weitere Geschosse existierten. Das Sockelgeschoss diente wohl als Keller und weist noch fünf Schlitzfenster auf, ähnlich Schießscharten. Die negative Balkenlage des darüber befindlichen Geschosses ist in der Burgruine noch sichtbar. Ein Treppenschaft für den Aufgang konnte nachgewiesen werden. Auf der Ostseite befindet sich noch der Hocheingang. Reste der Fenster zeigen einen gemauerten runden Fensterabschluss in Bogenform sowie Fensterbänke zum Inneren.